# Alguien que me quiera
Alguien por me quiera é uma telenovela argentina produzida pela Pol-ka Producciones e exibida pelo Canal 13 entre 1 de fevereiro e 15 de novembro de 2010.
Protagonizada por Andrea Del Boca e Osvaldo Laport, co-protagonizada por Luisana Lopilato e Marco Antonio Caponi e antagonizada por Viviana Saccone, Nacho Gadano e Calu Rivero

## Produção
A princípio, Alguien por me quiera seria emitida logo após a finalização da telecomédia Por amor a vos e seria protagonizada por Natalia Oreiro e Luciano Castro. Entretanto, houve alguns problemas que impediram a realização do projeto, Oreiro sofreu de bronquite em janeiro de 2009 e a produção da telenovela teve que ser adiada para um ano.

## Elenco
- Osvaldo Laport como Rodolfo Rivera.
- Andrea Del Boca como Rocío Mosconi / Ana Insúa.
- Miguel Ángel Rodríguez como Armando Cutuli.
- Viviana Saccone como Katia Pérez Alfonso.
- Susú Pecoraro como Paloma.
- Luisana Lopilato como Bianca Rivera.
- Marco Antonio Caponi como Renzo Peralta.
- Calu Rivero como Lola Rivera.
- Ludovico Di Santo como Teo Carrasco.
- Gerardo Romano como Roberto.
- María Leal como Malvina Andrade.
- Nacho Gadano como Mauro.
- Jorgelina Aruzzi como Josefina Pepa Andrade.
- Julia Calvo como Rita Pina Ayala.
- Francisco Donovan como Guillermo Willy.
- Sofía Elliot como Olivia.
- Alejandro Awada como Sandro.
- Juan Palomino como Gastón Pineda.
- Vivian El Jaber como Brenda "Coca" Reinoso.
- Michel Gurfi como Nicolás Vega.
- Paula Morales como Lisa.
- Florencia Torrente como Mandy.
- Gastón Ricaud como Máximo.
- Chino Darín como Stuka.
- Diego Bugallo como Leonel.
- Andrea Campbell como Alicia Cutuli.
- Salo Pasik como Carmelo Vega.
- Natalia Lobo como Carola.
- María Fernanda Neil como Tasha Nuñez.
- Nicolas Pauls como Gonzalo.
- Diego Olivera como Bautista/Lucas.
- Pepe Monje como Nito Super Nito.
- Florencia Otero como Lucía.
- Tomás de las Heras como Tomás.
- Andrea Estévez como Analía.
- Sabrina Carballo como Jade.
- Nicolas Mele como Pablo.
- Gustavo Conti como Pucho.
- Manuela Pal como Carolina.
- Luis Sabatini como Aguirre.
- Alejandra Darín como Clara.
- Luis Machín como Gustavo "Bambi" Melgarejo.
- Daniel Casablanca como Chito

## Prêmios e indicações
| Data da Cerimônia     | Prêmio                            | Categoria                    | Indicado                       | Resultado |
| --------------------- | --------------------------------- | ---------------------------- | ------------------------------ | --------- |
| 22 de maio de 2011    | Prêmio Martín Fierro              | Melhor tema musical original | Hilda Lizarazu e Palito Ortega | Indicado  |
| 22 de maio de 2011    | Prêmio Martín Fierro              | Revelação                    | Calu Rivero                    | Indicado  |
| 11 de outubro de 2011 | Kids Choice Awards Argentina 2011 | Melhor atriz                 | Luisana Lopilato               | Indicado  |
| 11 de outubro de 2011 | Kids Choice Awards Argentina 2011 | Vilão favorito               | Calu Rivero                    | Indicado  |
| 11 de outubro de 2011 | Kids Choice Awards Argentina 2011 | Revelação                    | Calu Rivero                    | Indicado  |